# Vlag van Brugelette
De vlag van Brugelette is bevestigd door het gemeentebestuur als de vlag van de Henegouwse gemeente Brugelette. De vlag kan als volgt worden beschreven:
Wit, met op het midden het gemeentewapen.
De Raad van Heraldiek en Vexillologie (Frans: Conseil d’héraldique et de vexillologie) stelde een vlag als een wapenbanier van het gemeentewapen beschreven als Drie even hoge banen van rood, geel en rood (3-2-3), de bovenste breedte geladen met een dunne gele gebroken breedte.

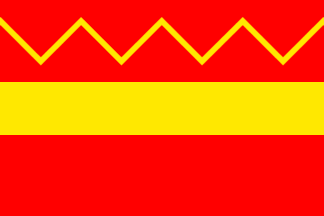
Vlagontwerp van de Raad van Heraldiek en Vexillologie